# دومينيك روش
دومينيك روش (بالإنجليزية: Dominic Roche)‏ هو ممثل بريطاني (وحمل سابقاً جنسية المملكة المتحدة لبريطانيا العظمى وأيرلندا)، ولد في 11 سبتمبر 1902، وتوفي في 1972.

## وصلات خارجية
- دومينيك روش على موقع IMDb (الإنجليزية)
- دومينيك روش على موقع قاعدة بيانات الفيلم (الإنجليزية)